# Pirque
Pirque è un comune del Cile della provincia di Cordillera. Si trova nella Regione Metropolitana di Santiago. Al censimento del 2002 possedeva una popolazione di 16.565 abitanti.

## Società

### Evoluzione demografica
| Censimento del 1992 | Censimento del 2002 |
| 11.368 ab.          | 16.565 ab.          |